# Перевёрнутая Дженни
«Перевёрнутая Дже́нни» (англ. Inverted Jenny, Upside Down Jenny) — филателистическое название авиапочтовой марки США 1918 года (Sc #C3a), на которой изображение самолёта Curtiss JN-4 в центре рисунка ошибочно напечатано вверх ногами. Партия в 100 штук считается самой известной в истории филателии в США. В ноябре 2023 года один из экземпляров продан за $2 млн, установив рекорд для одной американской марки.

## Филателистическая ценность
Обнаружено всего лишь около 100 подобных перевёрток, из-за чего эта марка с ошибкой является одной из самых дорогостоящих во всей филателии. «Перевёрнутая Дженни» была продана на аукционе Роберта Сигела в июне 2005 года за 525 тыс. долларов США. На аукционе Роберта Сигела в октябре 2005 года также был продан квартблок из четырёх «Перевёрнутых Дженни» за 2,7 млн долларов. В ноябре 2023 года одиночная «Дженни» была куплена на том же аукционе за 2 млн долларов.

## История
В 1910-е годы почтовое ведомство США в порядке эксперимента предприняло ряд попыток перевозки почты по воздуху и 15 мая 1918 года решило открыть регулярные авиарейсы между Вашингтоном, Филадельфией и Нью-Йорком. Почтовое ведомство установило тариф в размере 24 цента, который был гораздо выше действующего тарифа в 3 цента за пересылку почты первого класса, и решило выпустить новую марку специально для этого тарифа, отпечатанную в патриотических красно-синих цветах с изображением биплана «Дженни» фирмы «Кёртисс», выбранного для перевозки почты.
Новая марка разрабатывалась и печаталась в большой спешке: гравирование было начато 4 мая, а марка была отпечатана 10 мая (в пятницу) листами по 100 марок (в отличие от обычной практики печати по 400 марок с последующей разрезкой на 100-марочные листы). Так как марка печаталась в двух цветах, то каждый лист пропускался через печатный станок дважды. Это потенциально способствующий ошибкам процесс уже приводил к появлению перевёрток на марках в 1869 и 1901 годах. При этом в процессе изготовления были обнаружены и уничтожены три неправильно напечатанных листа. Считается, что только один неправильно напечатанный лист из 100 марок остался незамеченным, и филателисты в последующие годы пытались его найти.

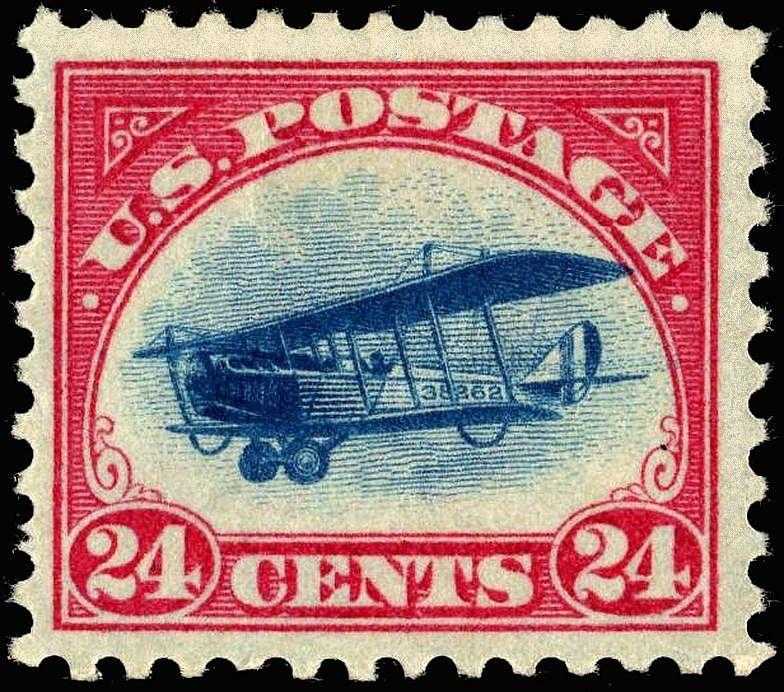

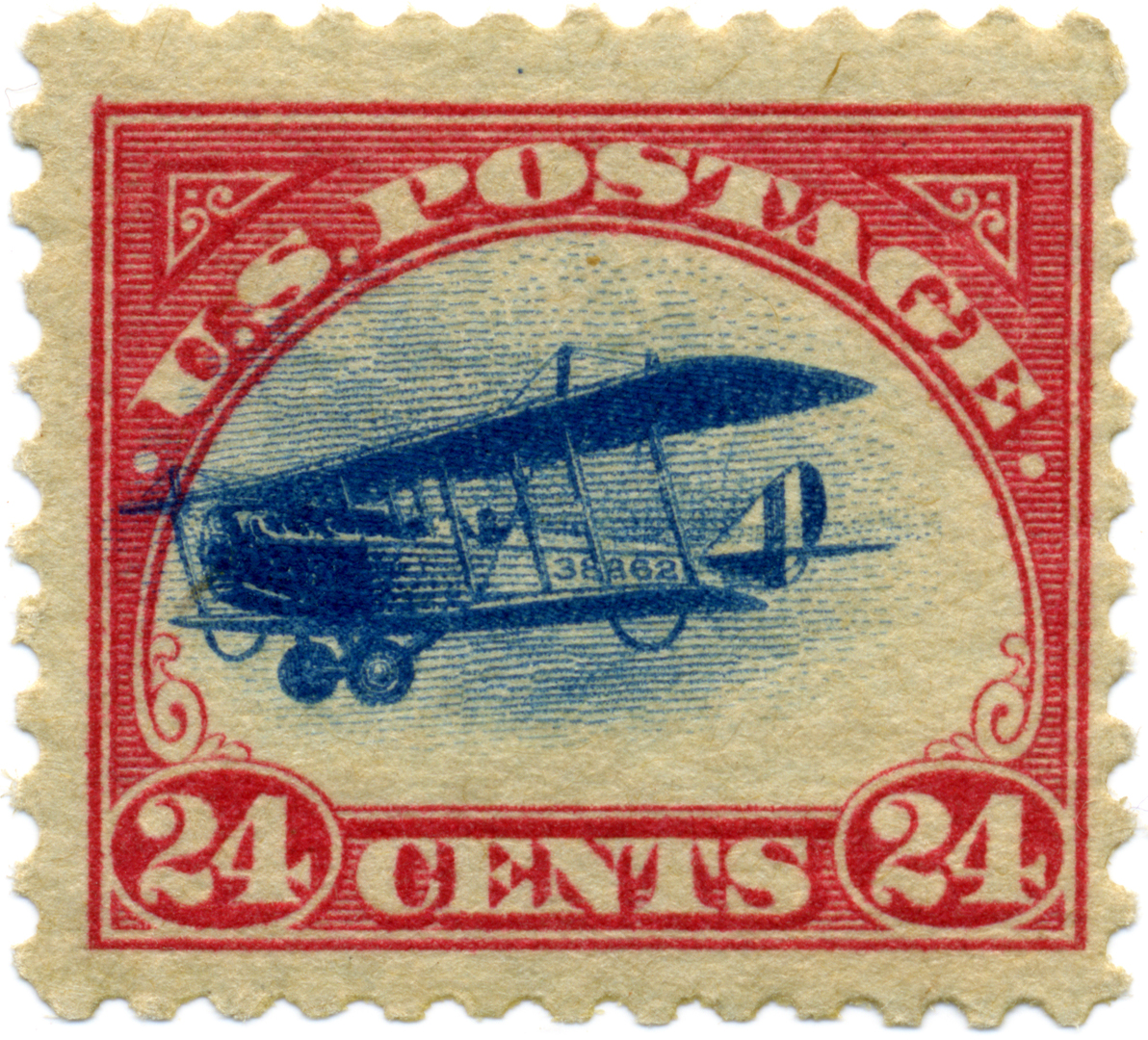
Разновидность «Быстрая Дженни»

Первые марки поступили в почтовые отделения в понедельник, 13 мая. Зная о возможности появления перевёрток, ряд коллекционеров зашли в местные почтовые отделения, чтобы приобрести новые марки и посмотреть, не найдётся ли среди них марок с ошибками печати. Одним из них был коллекционер Уильям Т. Роби. Он писал одному из своих друзей 10 мая, что «стоило бы поискать перевёртки». 14 мая Роби зашёл на почту, чтобы купить новые марки и, как он писал потом, когда почтовый служащий достал лист перевёрток, «у меня замерло сердце». Он уплатил за лист и попросил показать ему остальные, но все они были обычными.
Сведения о дальнейших событиях расходятся. Роби впоследствии давал три разных изложения событий. Он начал связываться как с торговцами марками, так и с журналистами, чтобы рассказать им о своей находке. Через неделю, в течение которой было посещение почтовых инспекторов и укрывание от них листа перевёрток, Роби продал лист известному торговцу марками Юджину Клейну из Филадельфии за 15 тыс. долларов. Клейн тут же перепродал лист «полковнику Грину» — Эдварду Хоулэнду Робинсону Грину, сыну Хетти Грин, за 20 тыс. долларов.
Клейн подсказал Грину, что марки будут стоить дороже по отдельности, чем в целом листе. Грин разделил лист на один блок из восьми марок, несколько квартблоков, а остальные марки были проданы по отдельности по 250 долларов за штуку. Грин оставил себе примерно 38 перевёрток, включая ту, которую он поместил в медальон, подаренный им жене. Впервые этот медальон был выставлен на продажу во время распродажи раритетов на аукционе Роберта А. Сигела (Robert A. Siegel Auction Galleries), проведенной 18 мая 2002 года. Он не был продан на аукционе, но в филателистической прессе сообщалось, что позднее была проведена закрытая продажа по оставшейся неизвестной цене.
При распродаже коллекции Грина в 1942—1945 годах блок из восьми марок был приобретён торговцем из Нью-Йорка Соуреном, который разделил его на два квартблока. Один из них был впоследствии приобретён университетом в Принстоне, в связи с чем получил среди филателистов название «Принстонский блок». В ноябре 1977 года этот блок был продан группе покупателей за 220 тыс. долларов
Каталожная цена центрального блока — 600 тыс. долларов США.

## Редкий обмен 2005 года

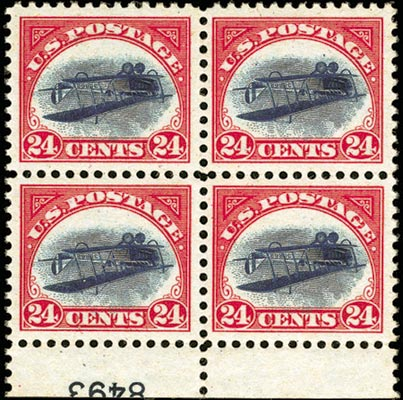
Квартблок «Перевёрнутых Дженни»

В конце октября 2005 года анонимным (в тот момент) покупателем был приобретён уникальный квартблок с номером пластины за 2,97 млн долларов. Покупателем оказался американский финансист Билл Гросс. Вскоре после покупки «Перевёрнутых Дженни» он променял его Дональду Сандману (Donald Sundman), президенту компании Mystic Stamp Company и филателистическому дилеру, за один из двух известных экземпляров одноцентовика США «Святой грааль». Совершив этот обмен, Гросс стал владельцем единственной полной коллекции марок США XIX века.

## Находка 2006 года

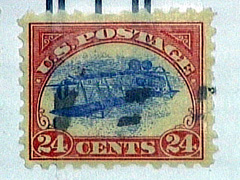
Поддельная «Перевёрнутая Дженни», наклеенная на конверт с Бюллетень заочного голосования

В ноябре 2006 года сотрудники избирательной комиссии округа Бровард (штат Флорида) заявили о находке экземпляра «Перевёрнутой Дженни» на конверте с бюллетенем заочного голосования. Отправитель не указал своих данных в бюллетене, из-за чего бюллетень был признан недействительным.
Изучив цифровую фотографию этой марки, Питер Мастранджело (Peter Mastrangelo), исполнительный директор Американского филателистического общества заявил:
По нашему мнению, на основе того, что мы увидели, эта марка вызывает сомнения, на данный момент мы считаем, что это копия.
Мастранджело сказал, что для полной уверенности нужен личный осмотр, но по всем признакам марка поддельная:
Верхняя и нижняя зубцовка не соответствуют нашим контрольным образцам… Оттенок синего цвета совпадает с цветом подделки.
13 ноября 2006 года пожилой житель города Сарасота во Флориде связался с каналом SNN News 6, утверждая, что именно он отправил бюллетень по почте. По словам Дэна Джакоби, он использовал коммеморативную марку стоимостью около 50 центов.
4 декабря 2006 года подтвердилось, что марка, наклеенная на бюллетене, была поддельной. В помещении избирательной комиссии округа Бровард во Флориде эксперты изучили марку и решили, что способ печати и зубцовка по бокам марки доказывают, что марка фальшивая.

## Памятный выпуск 2013 года
В 2013 году почта США выпустила коммеморативную марку, посвящённую «Перевёрнутой Дженни». Марка (выполненная только в самоклеящемся варианте) представляла собой репринт «Перевёрнутой Дженни» с новым номиналом (2 доллара вместо 24 центов на оригинальной марке) и указанием года выпуска «2013».

## «Перевёрнутая Дженни» в культуре
- В фильме «Миллионы Брюстера» (1985) главному герою Брюстеру (Ричард Прайор), по условиям соглашения, которое имело много ограничений, необходимо было потратить тридцать млн долларов за тридцать дней. За соблюдением этого соглашения была призвана наблюдать специальная комиссия. Брюстер, которому нужно было как можно быстрее потратить эти деньги, нашёл оригинальное и в то же время комическое решение: в филателистическом магазине он приобрел «Перевёрнутую Дженни» за 1,25 млн долларов, наклеил её на поздравительную открытку и тут же отправил почтой.
- Журнал Mad напечатал отдельным изданием в мягком переплёте книгу «MAD about Stamps» («MAD о марках»[13]). В ней представлены репродукции различных почтовых марок, к которым добавлены фразы в виде филактеров — контуров в форме пузыря, в котором содержатся реплики персонажей. На странице, отведённой нормальным маркам с «Дженни», есть и перевёртка. При этом самолёт расположен правильной стороной вверх и произносит: «Ну, кто тут шутник?».
- В произведении Рона Роя «Пустой конверт» (пятая книга серии «Тайны от A до Z») пожилая женщина крадёт «Перевёрнутую Дженни», но, в конце концов, марка находится.
- В одном из эпизодов мультсериала «Симпсоны» — «Парикмахерский квартет Гомера» — Гомер Симпсон на распродаже, внимательно просматривая содержимое коробки с вещами за 5 центов, среди прочих похожих редких сокровищ, находит «Перевёрнутую Дженни» и отбрасывает её в сторону со словами: «Пф, самолёт вверх тормашками».
- В 10-м сезоне российского детективного сериала «Тайны следствия» «Перевёрнутой Дженни» посвящена целая серия. Вокруг неё разворачиваются события, приводящие к убийству вдовы известного журналиста и филателиста.
- В 11-й серии российского сериала «Высокие ставки. Реванш» крупный криминальный авторитет дарит «Перевёрнутую Дженни» другому криминальному авторитету (главному герою — «Космонавту») в качестве поощрения за спасение и сохранность воровской кассы «общака».